# La Dade Kotopon (distrito)
La Dade Kotopon  es un distrito de la región Gran Acra, Ghana. En septiembre de 2018 tenía una población estimada de 216 605 habitantes.
Se encuentra ubicado al sureste del país, al sur del lago Volta y junto a la costa del golfo de Guinea.